# Xen (virtualisering)
Xen är en virtualiseringsteknik främst för x86-processorer från Intel och AMD. Xen är ursprungligen ett forskningsprojekt från University of Cambridge som leds av Ian Pratt. Xen är så kallad paravirtualisering och innebär att det virtualiserade operativsystemet är medvetet om att det är virtualiserat. Det är ett projekt utvecklat som öppen källkod och från och med version 3 av Xen är det färdigt för kommersiellt bruk. Xen 3 finns inbyggt som företagslösning i den släppta versionen SUSE Linux Enterprise Server 10. 

## Andra alternativ
- Opensource alternativet är QEMU som är ett projekt med bra virtualiseringsfunktioner.
- Opensource-projektet Bochs siktar på liknande funktionalitet men är mer av en emulator än en virtualiseringsprogramvara.
- XenServer från Citrix Systems
- Parallels motsvarande produkter heter Parallels Workstation och Parallels Desktop.
- VMwares produkter.
- Microsofts motsvarande produkter heter Virtual PC och Hyper-v.